# احیای تیزشاخ عربی

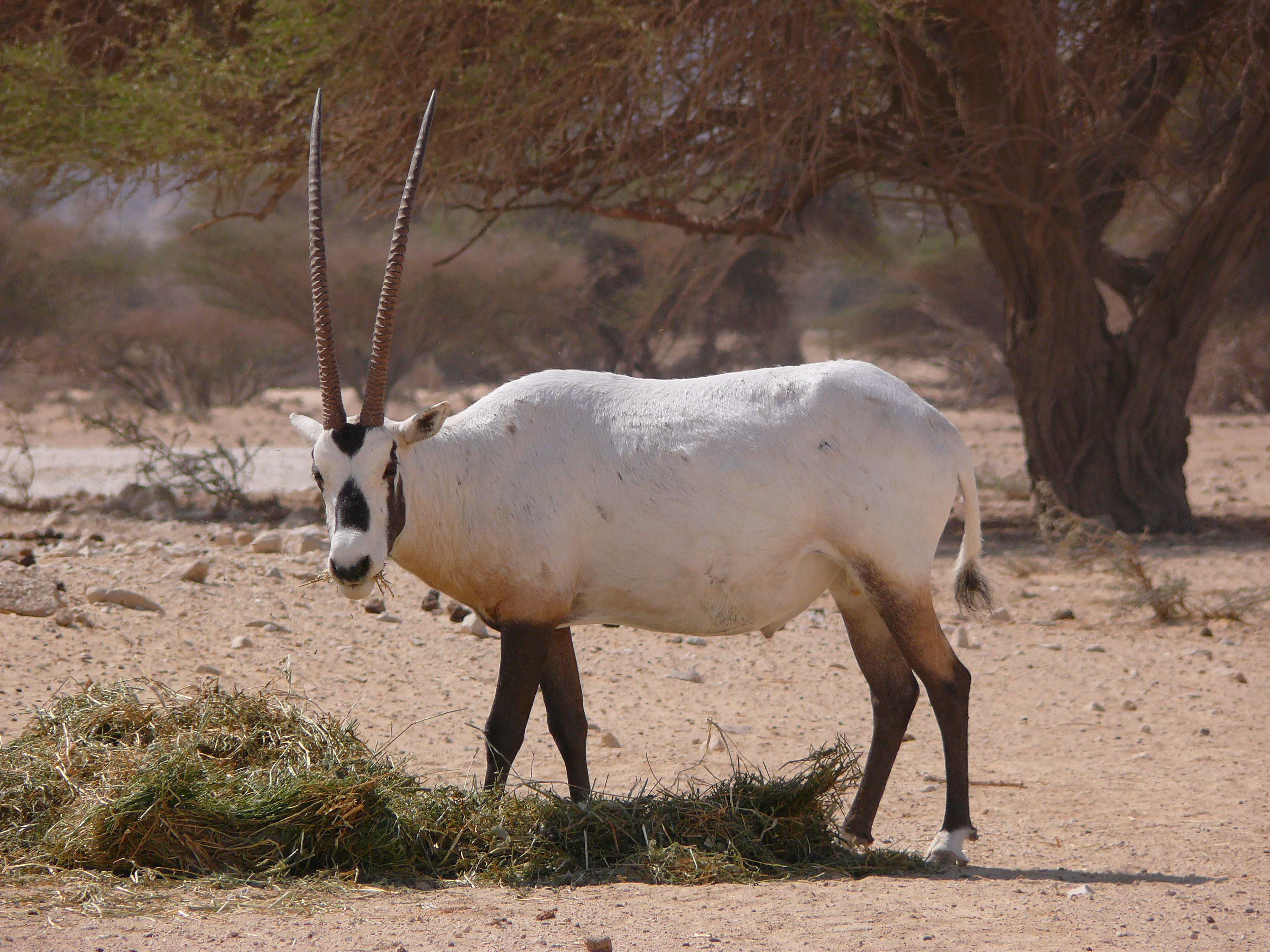
تیزشاخ بزرگ عربی در چای بار یوتواتا، اسرائیل

تیزشاخ عربی (نام علمی: Oryx leucoryx) که تیزشاخ سفید نیز نامیده می‌شود، در سال ۱۹۷۲ در طبیعت منقرض شد، اما از سال ۱۹۸۲ دوباره به طبیعت معرفی شد. این معرفی مجدد عمدتاً از دو گله انجام شد: یکی «گلهٔ جهانی» که در ابتدا در سال ۱۹۶۳ در باغ وحش فینیکس و تنها با نه تیزشاخ آغاز شد و دیگری گلهٔ عربستان سعودی که در سال ۱۹۸۶ از مجموعه‌های خصوصی و برخی از ذخایر «گلهٔ جهانی» توسط مرکز تحقیقات ملی حیات وحش عربستان سعودی (NWRC) آغاز شد. معرفی‌های مجدد این گونه از سال ۲۰۰۹ در عمان، عربستان سعودی، اسرائیل، امارات متحده عربی و اردن صورت گرفته است و فهرست سرخ آی‌یوسی‌ان از سال ۲۰۱۳، این گونه را در ردهٔ آسیب‌پذیر طبقه‌بندی می‌کند.

## زوال یک گونه
از اوایل دههٔ ۱۹۰۰ میلادی، جمعیت تیزشاخ عربی در شبه‌جزیره عربستان رو به کاهش بود. تا دههٔ ۱۹۳۰، دو جمعیت مجزا و جدا از یکدیگر وجود داشت. لی ام. تالبوت در سال ۱۹۶۰، گزارش داد که به نظر می‌رسد تیزشاخ عربی در محدودهٔ زیستگاه سابق خود در امتداد لبهٔ جنوبی ربع الخالی منقرض شده است. او معتقد بود اگر تیزشاخی هنوز هم وجود داشته باشد، ظرف چند سال آینده منقرض خواهد شد و توصیه کرد که یک برنامهٔ پرورش در اسارت برای نجات این گونه آغاز شود. مایکل کراوچ، که در آن زمان دستیار مشاور او در کشور تحت‌الحمایه عدن شرقی بود، توجه‌ها را به این واقعیت جلب کرد که هر بهار، گروه‌های کوچکی از تیزشاخ‌ها هنوز در دشت‌های شنی گوشهٔ شمال شرقی منطقهٔ تحت‌الحمایه ظاهر می‌شدند، جایی که او فکر می‌کرد تلاش برای به دام انداختن آنها امکان‌پذیر است.

## عملیات تیزشاخ
عملیات تیزشاخ برنامه‌ای از باغ‌وحش فینیکس و انجمن حفاظت از جانوران و گیاهان لندن (که اکنون با نام فاونا اند فلورا اینترنشنال شناخته می‌شود) با کمک مالی صندوق جهانی طبیعت بود. این برنامه که یکی از اولین برنامه‌های پرورش در اسارت بود، هدف خاص خود را نجات و سپس معرفی مجدد تیزشاخ عربی در طبیعت قرار داد.
طرح اولیهٔ انجمن حفاظت از جانوران و گیاهان، ایجاد گله‌ای در کنیا بود، جایی که گونهٔ دیگری از تیزشاخ از قبل در آنجا زندگی و زاد و ولد می‌کرد. این طرح به دلیل شیوع بیماری تب برفکی کنار گذاشته شد و غزال‌هایی که قرار بود به کنیا فرستاده شوند، به باغ‌وحش فینیکس منتقل شدند.
در ابتدا چهار تیزشاخ اسیر و هفت تیزشاخ دیگر برای این پروژه اهدا شدند. این چهار تیزشاخ در عدن (یمن فعلی) نزدیک مرز عمان توسط یک گروه اکتشافی به رهبری سرگرد یان گریم‌وود، که در آن زمان رئیس افسران حفاظت کنیا بود، با کمک قبایل مناهیل و مهرا اسیر شدند. یکی از نرهای این گروه بعداً بر اثر استرس ناشی از اسارت درگذشت. یکی از هفت تیزشاخ اهدایی را باغ‌وحش لندن، دو تا را شیخ جابر عبدالله الصباح، و دو جفت از مجموعه را ملک سعود بن عبدالعزیز اهدا کرده بودند. یکی از تیزشاخ‌های شیخ جابر عبدالله الصباح نیز قبل از زایمان درگذشت و نه تیزشاخ برای شروع «گلهٔ جهانی» باقی ماند.
پنج تیزشاخ عربی در سال ۱۹۶۳ به باغ‌وحش فینیکس تحویل داده شدند (چهار غزال در ژوئن و یکی در سپتامبر). در اکتبر ۱۹۶۳، یک بچه از این گله به دنیا آمد و دیگری در بهار ۱۹۶۴ زاده شد و جمعیت اولیهٔ گلهٔ باغ‌وحش فینیکس را به هفت رساند. چهار تیزشاخ اهدایی ملک سعود در ژوئیه ۱۹۶۴ به باغ‌وحش فینیکس رسیدند و جمعیت «گلهٔ جهانی» را به ۱۱ رأس رساندند.
برنامهٔ اصلاح نژاد در باغ‌وحش فینیکس بسیار موفقیت‌آمیز بود و این باغ‌وحش در سال ۲۰۰۲، تولد دویست‌وبیست‌وپنجمین تیزشاخ خود را جشن گرفت. بعضی از این غزال‌ها برای تشکیل گله‌های جدید، از فینیکس به باغ‌وحش‌ها و پارک‌های دیگر (از جمله پارک حیوانات وحشی سن دیگو) فرستاده شدند. بیشتر تیزشاخ‌های عربی که امروزه در طبیعت یافت می‌شوند، اجدادی از باغ‌وحش فینیکس دارند.